# Cycloneda sanguinea
Cycloneda sanguinea är en skalbaggsart som först beskrevs av Carl von Linné 1763.  Cycloneda sanguinea ingår i släktet Cycloneda och familjen nyckelpigor.

## Underarter
Arten delas in i följande underarter:
- C. s. sanguinea
- C. s. limbifer

## Bildgalleri

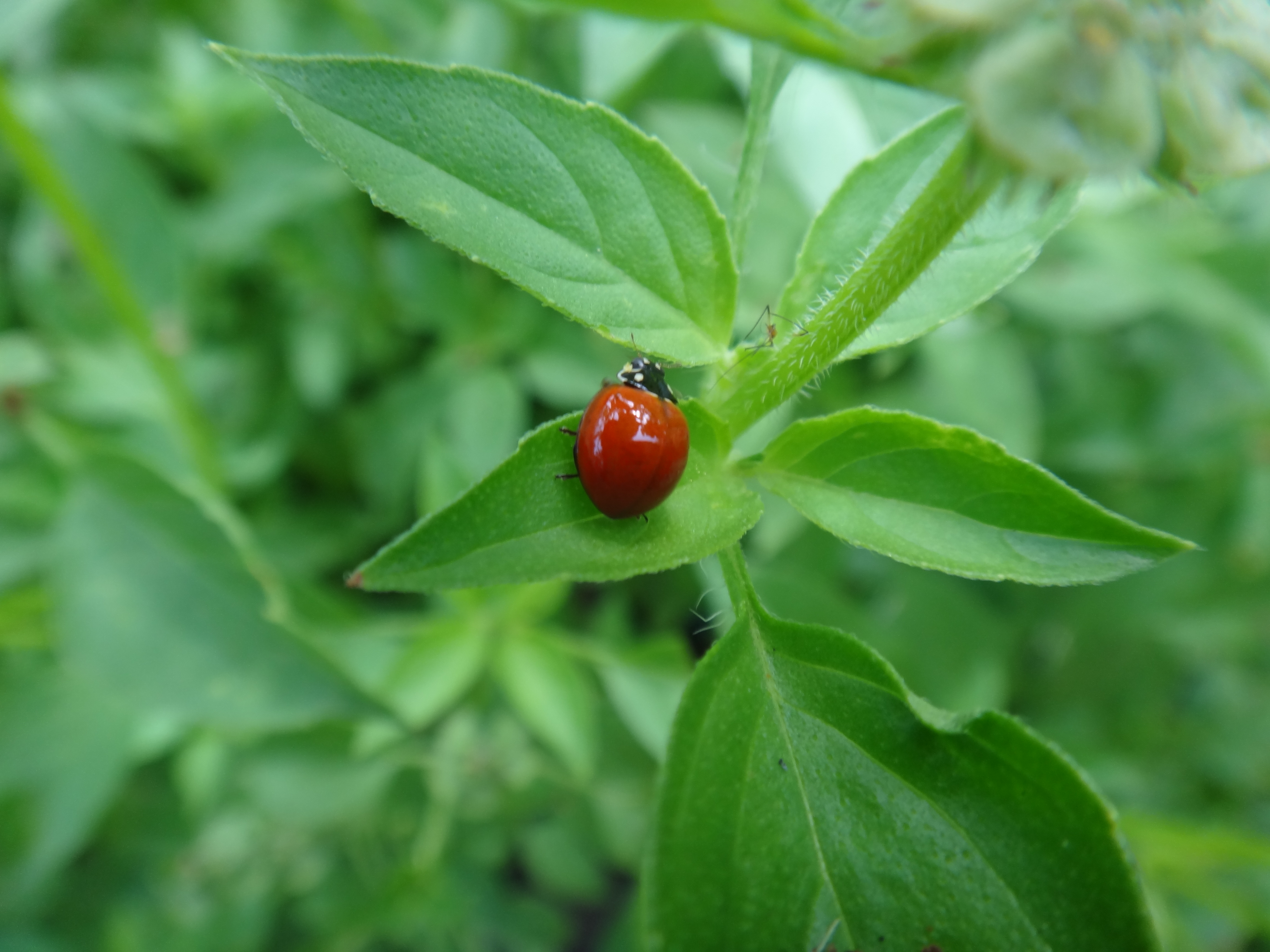